# 動力集中方式

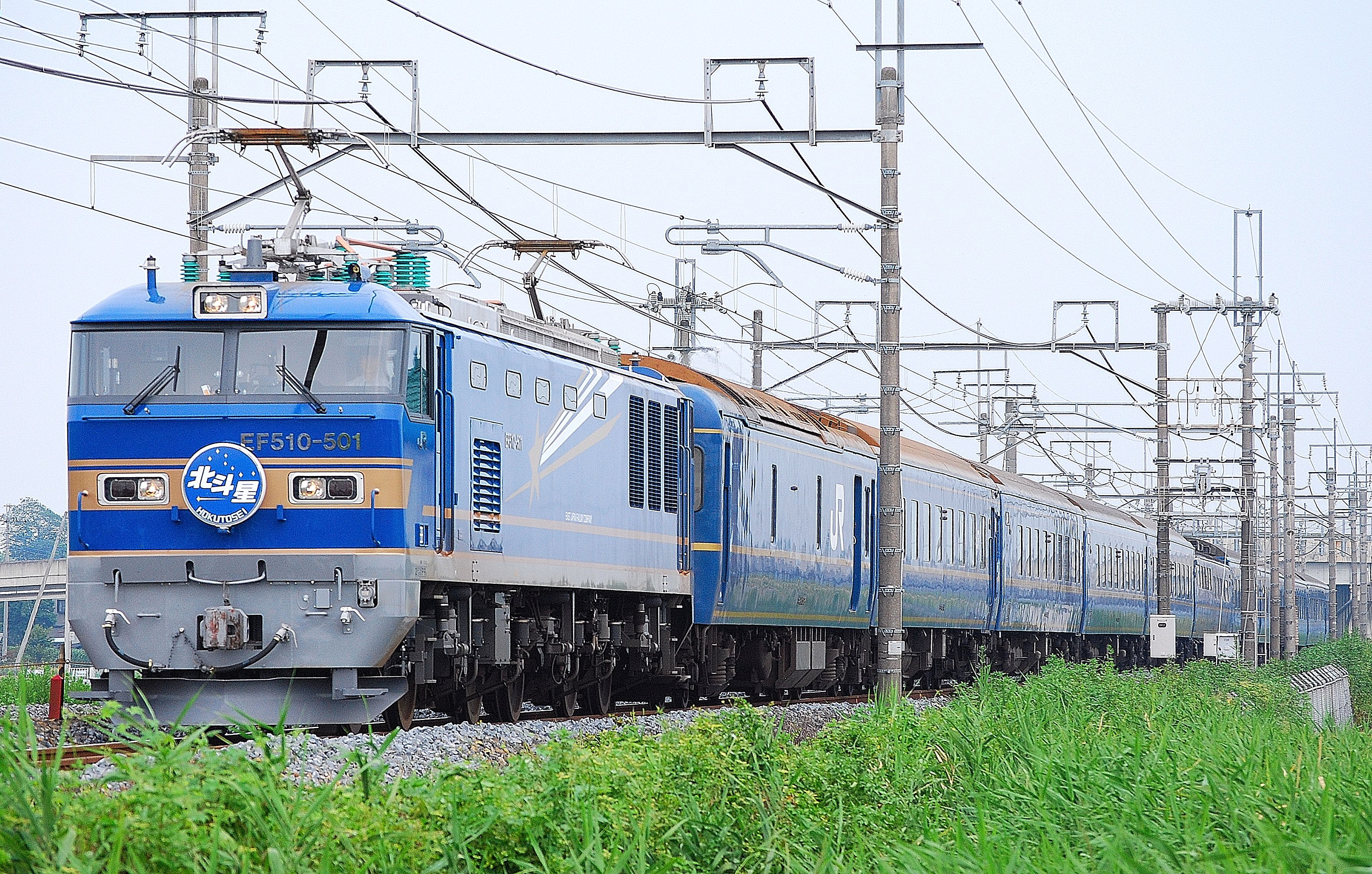
機関車牽引の客車列車の例（JR東日本EF510形500番台北斗星）

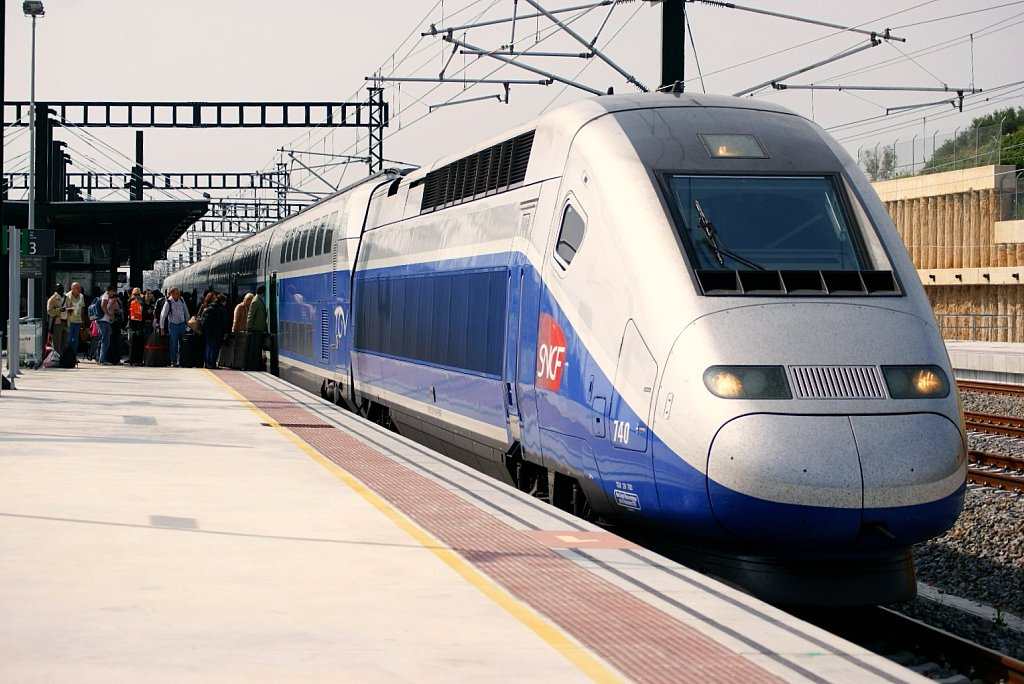
準動力集中方式の列車の例 (TGV Duplex)
両先頭車は運転席と動力部分のみであるが、切り離して他の列車に使われることはない。

動力集中方式（どうりょくしゅうちゅうほうしき）とは、列車が1両ないし2両程度の動力車（車両内部に客室・荷物室等が全くない、または半分程度かそれ以下の機関車）によって、牽引または推進される方式のことである。日本では貨物列車を除いて数を大幅に減らしているが、世界中の多くの鉄道を走る列車のうち、貨物列車はほぼすべてこの方式で、旅客列車もこの方式によるものが多い。
動力集中方式を採用している旅客列車の例として、日本のブルートレインやフランスのTGVなどがあげられる。
フランスのTGVやドイツのICE 1、イギリスのHSTなどでは両端の動力車の間に付随客車を配置した固定編成が採用されており、この方式については準動力集中方式とも呼称される。
対をなす形態は動力分散方式である。

## 長所と短所
動力分散方式に比して述べる。

### 長所
- 自車で動力装置をもたないため、車両増備のコストが廉価である。
  - 編成が長い場合、コスト的に有利になる。過去（1975年ごろ）の日本の研究では次のように算定されたことがある[3]。
    - 直流電化区間では12両以上の場合。
    - 交流電化区間では10両以上の場合。
    - 非電化区間では5両以上の場合。

  - ただし、これは旅客輸送、貨物輸送および郵便荷物輸送という大きく性格の異なる3種類の輸送事業を兼業で行っていた当時の国鉄が昭和40年代の輸送事情および動力車の性能に基づいて算定したものであり、21世紀になった現代においては日本の法令で認められた15両程度の編成では高コストになることがほとんどである。
- 客車・貨車当たりの有効積載量に優れている。
- 動力が機関車に集中しているので点検の手間が省け[4]、車両のメンテナンスに多くの労力を要しない。
したがって長期間使用しない車両があっても維持しやすく、時期に応じて輸送の波が激しい路線に対応しやすい[注釈 2]。
- 客室での騒音や振動が少ない。
- 客車に走行機器がないため、柔軟に増結・減車ができ、超低床車や2階建車両の導入も比較的容易[注釈 3][5]。
- 機関車の交換により、異なる電化方式の区間や非電化区間への乗り入れが容易で、国際列車の運行にも適する。
- 正面衝突時でも乗客被害を軽減できる（機関車が先頭にある場合）。

### 短所
- 列車重量や軸重が動力分散方式より大きくなりやすい[注釈 4]。
  - 動力車（機関車）が極端に重く、客車が逆に軽くなる。また、機関車の重量ゆえに、地盤の軟弱な地域での高速走行では線路の狂いや振動の問題が発生するほか、橋梁も許容荷重を大きくとる必要がある。
- 原理的に全体の牽引力が許容軸重と機関車の動軸数で制約されるため、起動加速度が動力分散方式より低くなり、特に上り勾配（上り坂）では動力分散方式に比べて速度を出しにくい。動力分散方式#長所も参照。
- 動力源をソースとしたブレーキ作用を有効に用いることができない。
  - 電気動力車の（広義の）発電ブレーキ、内燃動力車のエンジンブレーキ/排気ブレーキ/コンバーターブレーキがこれにあたる。特に電気動力車の場合は近年は回生ブレーキが主体のため、省エネルギー面の不利はより一層強まる。
  - 機関車にはこれらのブレーキが搭載されている場合が多いが、多くの客車・貨車には搭載されていない。そのため、編成全体では空気ブレーキ主体で停止するので、エネルギーの無駄が多く、ブレーキシューの消耗などの問題も出る。日本の場合は、曲線（カーブ）や下り勾配（下り坂）、高速通過困難な分岐器などが多く、ブレーキ操作を多く必要とするため、なお一層不利である。新幹線のような高速専用軌道でも連続下り勾配のため常用ブレーキとしてこれらが使えないことは性能上の不利ばかりでなく安全上のネックにもなる。
  - 一方で最も重い機関車のみに複雑なブレーキ装置を必要とし、軽量な客車ではメンテナンス性に優れた永久磁石式リターダを摩擦制動と併用する方法もあり、維持費とメンテナンスの面では未だに有利な点も多い。
- 日本式のワンマン運転が困難である。
- 終着駅やスイッチバックで折り返す際、機関車の交換や機回しが必要。
  - 煩雑な作業を要し、機回し線を別に設ける必要がある。対策例としては上野駅 - 尾久車両センター間では推進回送を実施している。
  - 西ヨーロッパ諸国などでは、機関車が最後尾でも牽引時と同等な運転が可能なプッシュプル方式の列車が増えている。
  - 後述のプッシュプル方式を除き常に機関車が先頭に来るため、先頭に来る客車での前面展望が不可能である。

## プッシュプル方式

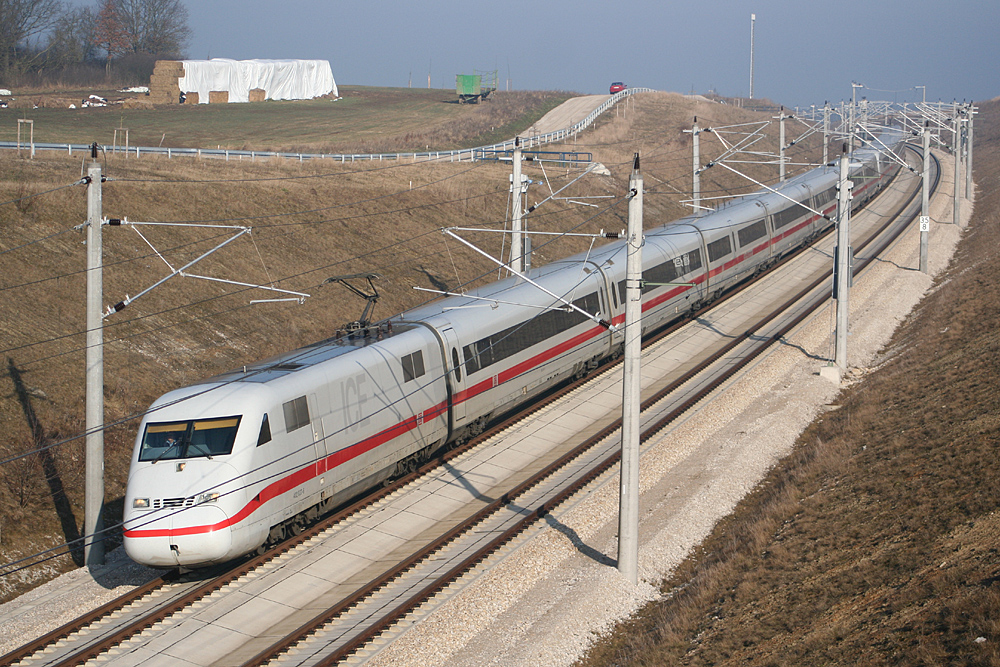
ドイツ鉄道 ICE 2

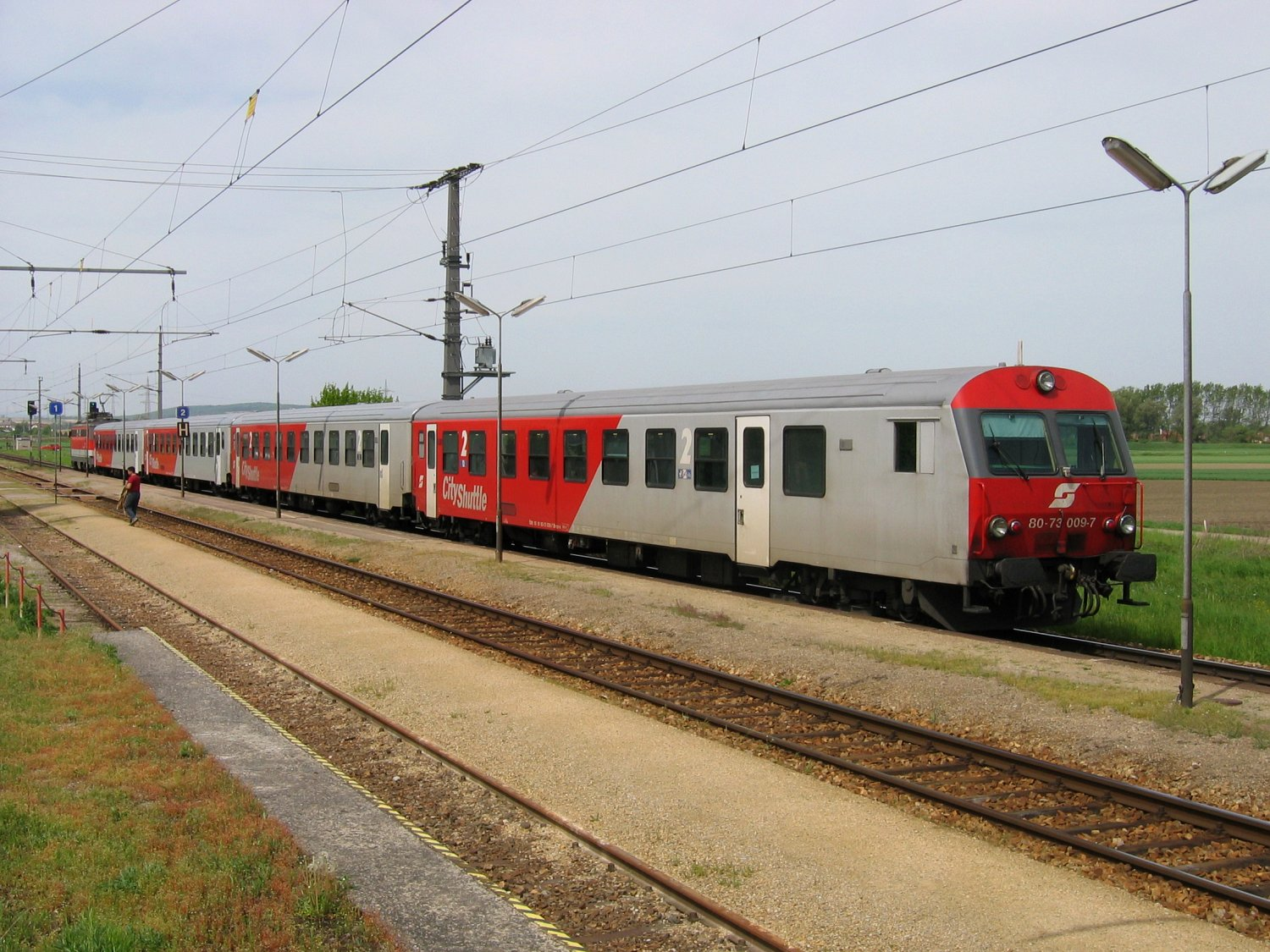
オーストリア連邦鉄道のプッシュプル列車

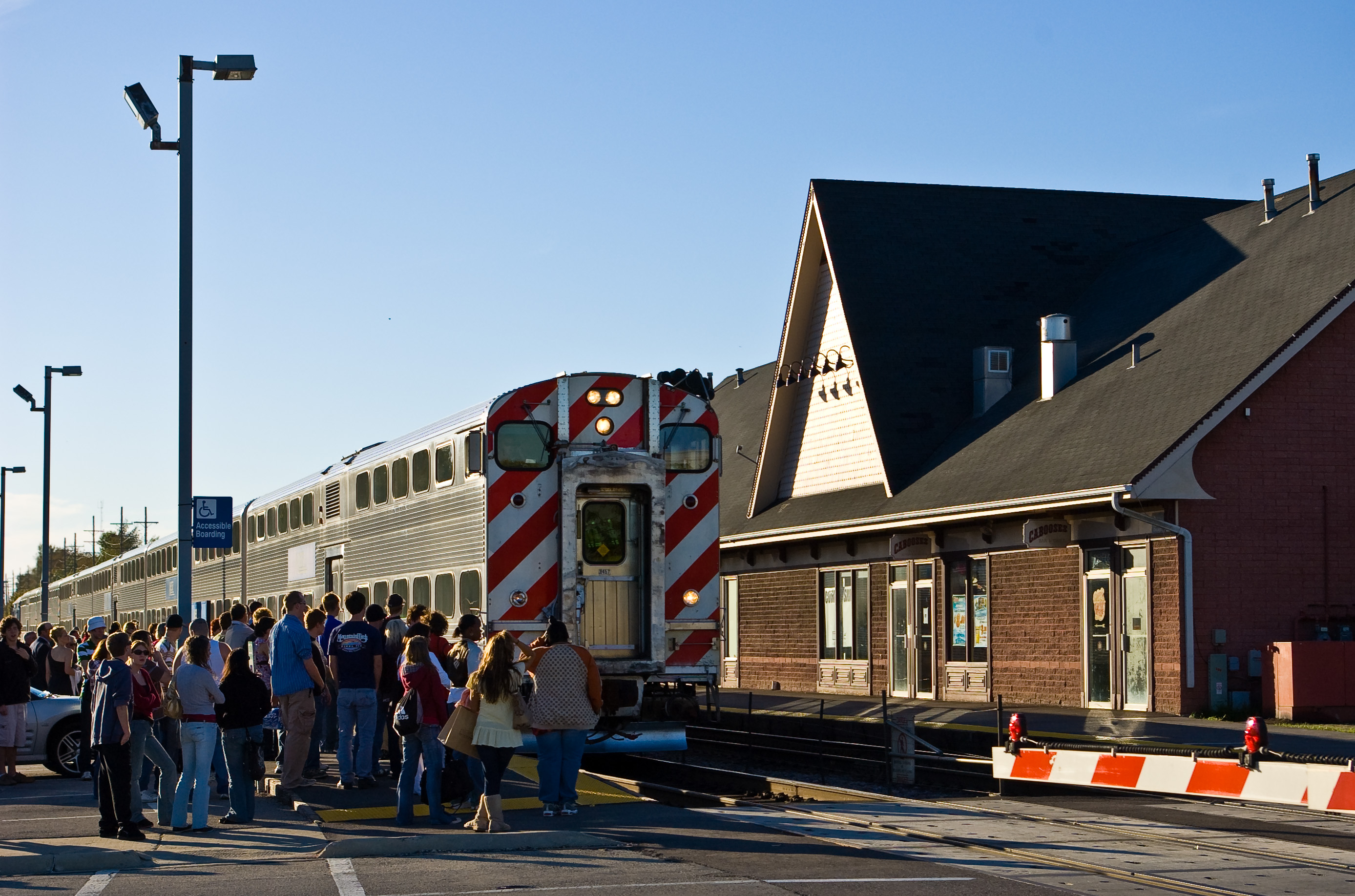
アメリカ合衆国シカゴ・メトラのプッシュプル列車

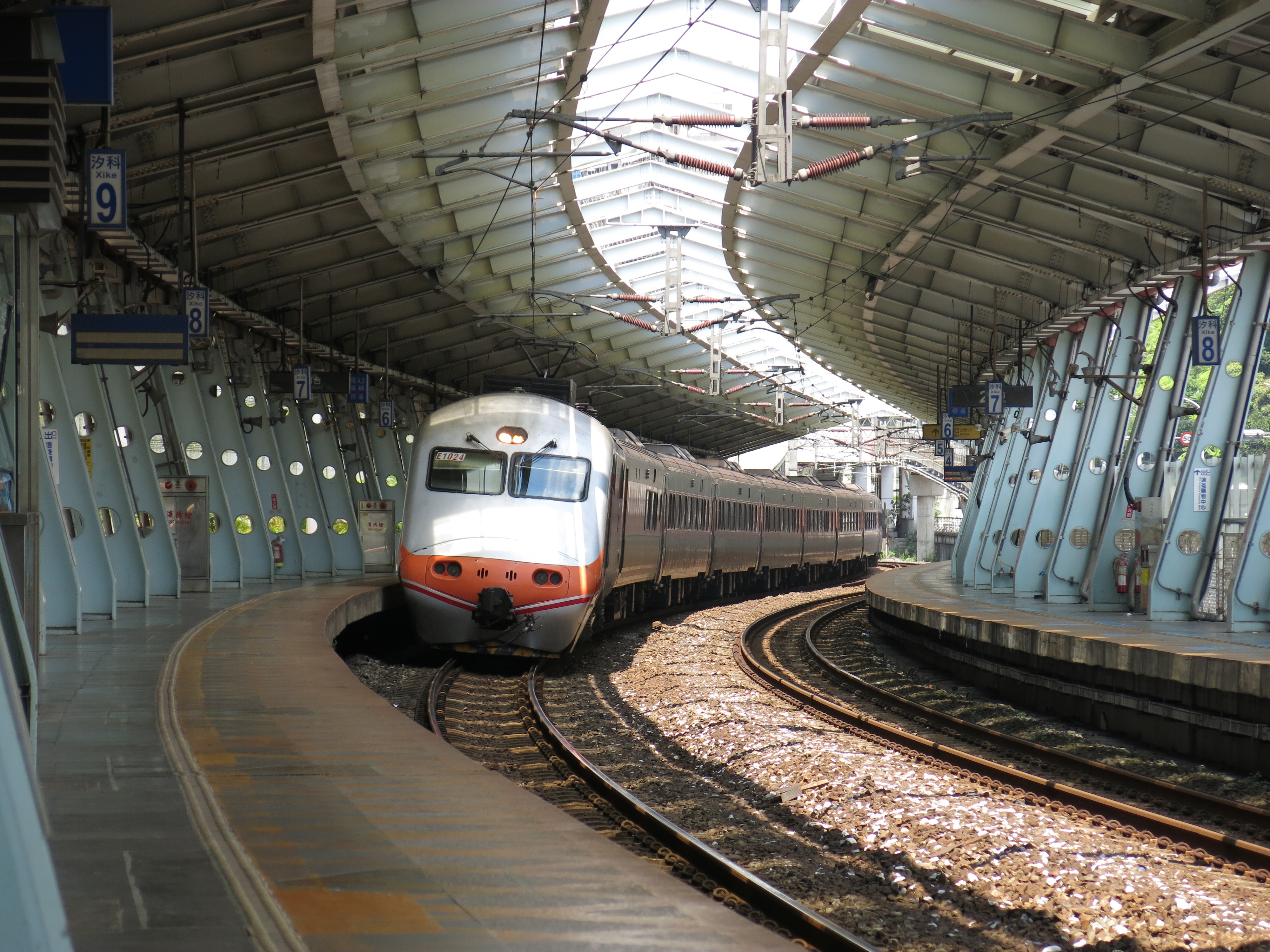
台湾鉄路管理局 E1000型電車

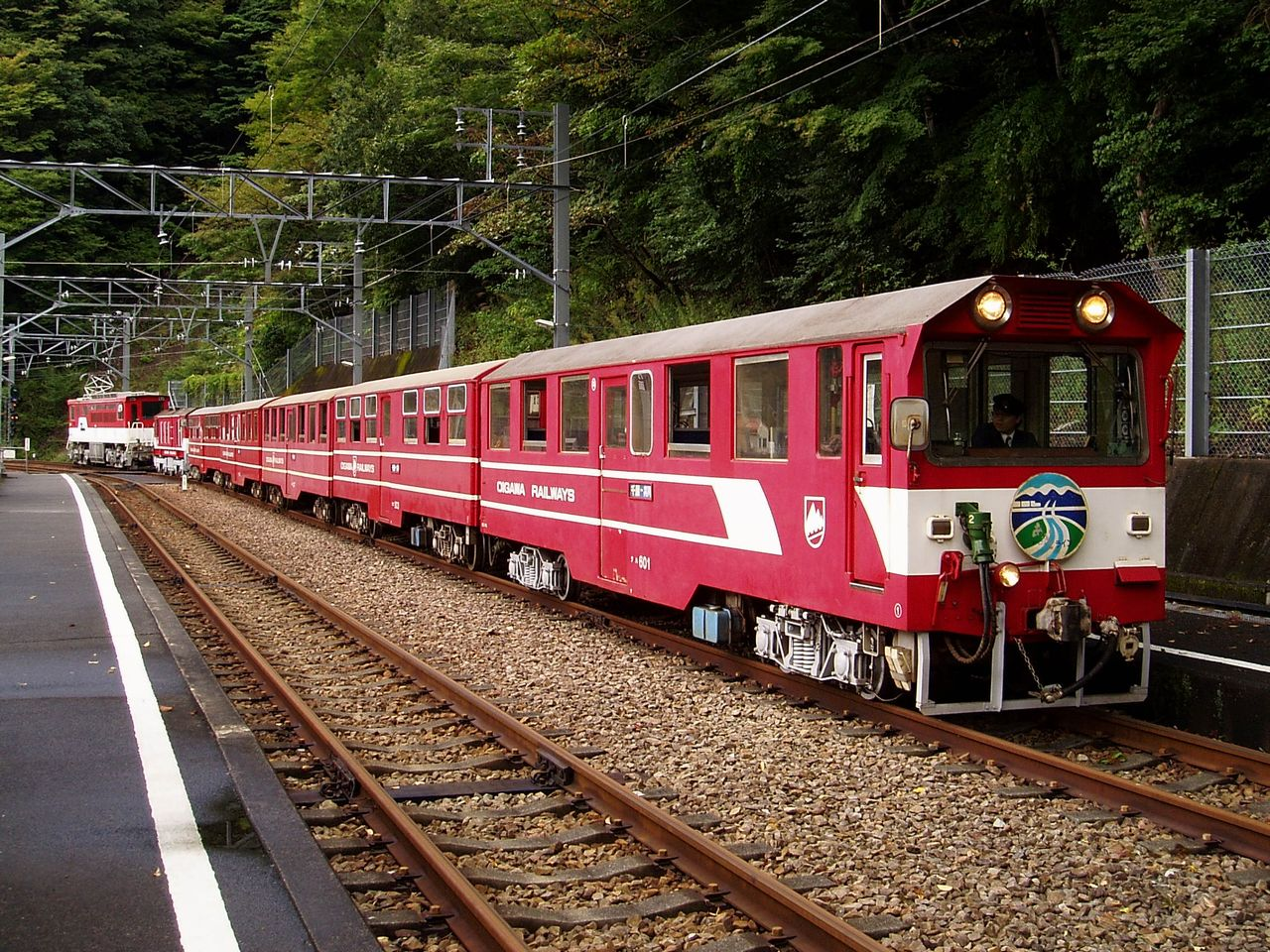
大井川鐵道のペンデルツーク式のプッシュプル列車

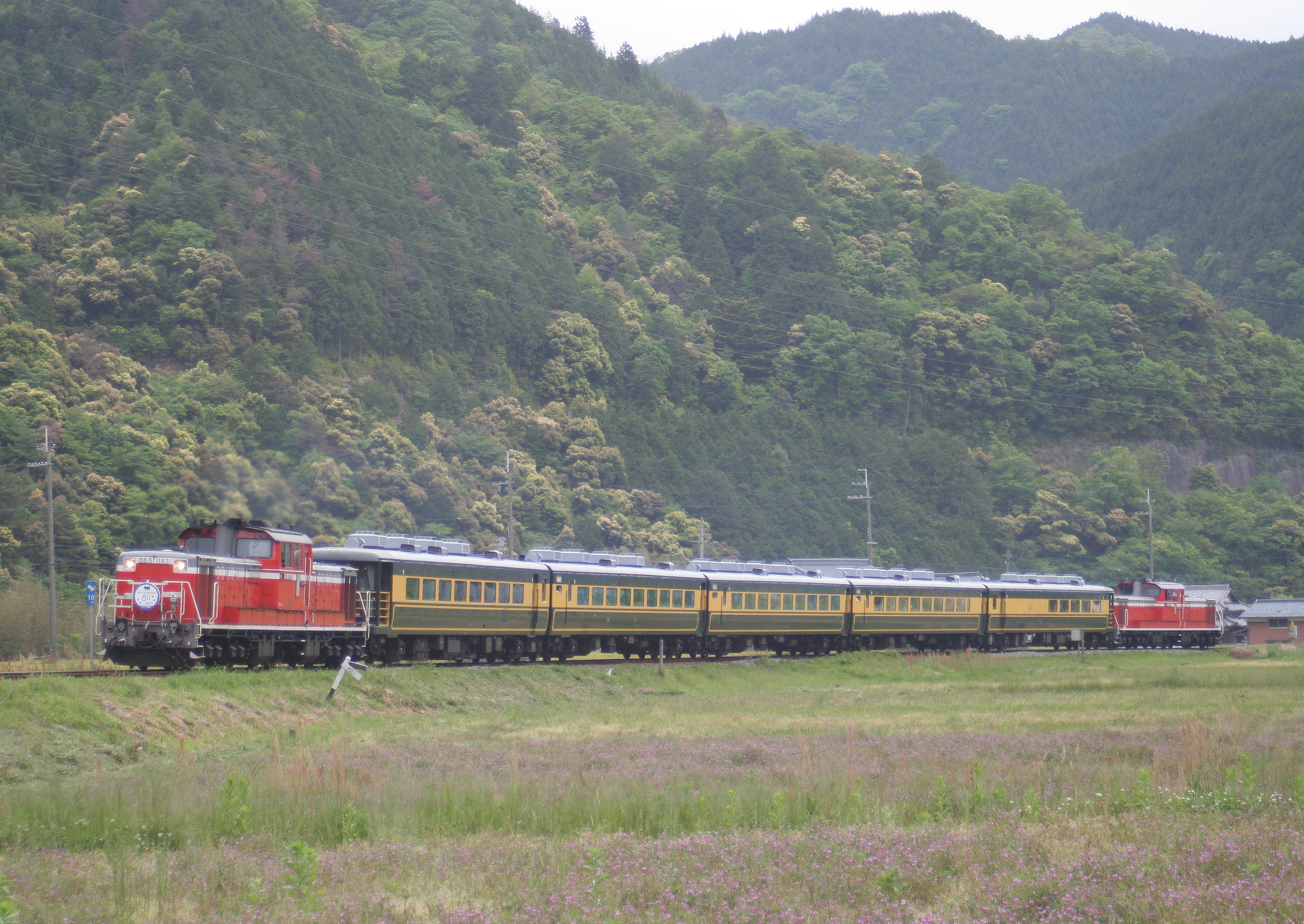
DD51形によるプッシュプル列車

編成の一端に動力車、もう一端に運転席を設けた制御客車を組み合わせるか、動力車を両端に組成する方式。両端に運転席を配することで短所の一つとされる「折り返し運転を行う際の、機関車の交換・機回し」が解消される形となる。
本来のプッシュプルとは前者の形態を指していたが、後に高出力化といずれの方向にも安定して高速走行を行うという必要が生じる高速列車向けに両端に動力車を連結した後者の形式が考案された。ドイツ語圏では前者の方式による列車を左右に行き来する様子から振り子に喩え、「ペンデルツーク」 (Pendelzug) と称する（曲線の通過速度を高める目的で車体を傾斜させる「振り子式車両」とは意味が異なる）。英語では後者をトップ・アンド・テイル (en:Top and tail) と呼ぶ。
後者は、主に欧州の高速列車（TGV、ICE 1、ETR500、インターシティー125など）が採用している。列車の両端を動力車にして客車を挟み込むようにしており、10両編成であれば実際に乗客を扱えるのは8両分だけであるため純粋な動力分散形よりも旅客定員は少なく、また前後を片運転台付の機関車に挟まれた場合は事実上、固定編成となるため、編成を前後に分割しない限り、長所「柔軟に増結・減車」は難しくなる。
前者は、欧州および米国各地の都市圏の普通列車を中心に採用されている。客車の運転台からもう一端の動力車（機関車）を遠隔操作するため、組み合わされる機関車は限定される。力学的に不安定で高速運転には向かないが、スウェーデンのX2やドイツのICE 2、イギリスのインターシティー225など、機関車が最後尾となる場合でも最高速度200 km/hで運行している例がある。ただしこれについては、線形が良く、高速運転区間に急勾配や急曲線がないことに加え、ヨーロッパの車両は連結面に大容量の緩衝器（バッファー）を装備していることなど、日本に比して走行安定性を確保しやすいという条件の差もある。日本でのこの運転方式は、連結両数は多くはなく、最高速度も低い。一方、日本と同じ自動連結器を採用する米国では、通勤列車を中心にヨーロッパのような本線でのプッシュプル運転が一般的であり、終端式の駅での長距離列車の扱い（上野 - 尾久間の推進回送と同じ）を別にすれば、一般の列車と同等の条件で運転される場合が多く、中にはキーストーン・サービスのように110 mph (180 km/h)という高速で運転されている列車もある。同列車での高速運転は2006年夏にキーストーン回廊で実施された信号・架線の更新強化工事を経て可能になった。
米国の制御客車を用いたプッシュプル運転は、1950年代末にシカゴ・ノースウェスタン鉄道（現・メトラ）で通勤列車の運行合理化の一環として開始されたものまで遡る。当初は推進運転時の脱線を心配する向きもあったものの、結果的には杞憂に終わり、全米の通勤鉄道に広まった。
日本では前者の方式が大井川鐵道井川線の全列車、釧網本線・富良野線で観光用トロッコ列車「ノロッコ号」や京都市・嵐山にある嵯峨野観光鉄道のトロッコ列車などに見られるようになったが、欧州に比べると歴史は浅い。
また、JR東日本215系電車やJR貨物M250系電車は動力分散方式であるが、前後に2両ずつの動力車を集中配置しており、後者の方式に類似した点もある。国鉄211系電車の1000・3000番台は、5両編成の片側に3両の非動力車が連なる日本では稀な例となっている。
プッシュプル方式では動力車の客車寄りの半分程度またはそれ以下の部分を機器搭載スペースとせず、客室や荷物室等を設けている場合もあり、その例には韓国の「セマウル号」 (DHC) 、往年の西ドイツのTEE用車両であった西ドイツ国鉄VT11.5型気動車が挙げられる。